# Сур'явікрама
Сур'явікрама (*д/н — 688) — володар держави Шрикшетра. Відомий також як Тур'я (Фур'я)-вікрама. Створив потужну державу, з його часом пов'язано запровадження так званної бірманської ери. Також триває дискусія, щодо періоду панування: висловлюється думка, що це відбувалося наприкінці 90-х — початку 100-х чи у 320—330 роках.

## Життєпис
Засновник династії Вікрама, яку австралійський археолог Боб Хадсон запропонував умовно вважати другою династією царів Шрикшетри. Династія відома переважно за написами на великих кам'яних похоронних урнах, чотири з яких були виявлені в 1912 році під час розкопок некрополя за північно-західними стінами міста, за 70 метрів на південь від ступи Паяджі. Другий з цих написів свідчить: «Рік п'ятдесятий, місяць п'ятий, цар Сур'явікрама помер у віці шістдесяти чотирьох років».
Прийшов до влади близько 673 року. За те, що Сур'явікрама був першим царем цієї династії, свідчить відсутність у першому напису вказівок на те, що родичі Сур'явікрами, що померли, були царської крові. Ім'я свідчить про індуїстський вплив на родину цього володаря, яка можливо була культурно і політично пов'язана з Маґадгою. Також висловлюється дискусійна теорія, що здобув владу за підтримки Адіт'ясени з династії Пізніх Гуптів. За ще однією версією був нащадком Рудравармана I, шрімари Пхнома.
Провів політичні, соціальні та адміністративні реформи, зумів об'єднати більшість міст-держав П'ю, здолавши колишнього гегемона — державу Ханлін. Сприяв поширенню буддизму та індуїзму. 
Помер між 4 липня і 1 серпня 688 року. Йому спадкував син або інший родич Харівікрама.